# 金正煥
金 正煥（キム・ジョンファン、김정환、1954年 - ）は韓国の詩人である。ソウル特別市出身。

## 略歴
1980年、ソウル大学校英文学科を卒業した。1980年の夏、『創作と批評』に｢麻浦、川辺の町で｣などの6篇の作品を発表して登壇した。その後、民衆の苦しみと挫折、希望をリアリズムの手法で表して発表した。
民衆文学に対する彼の関心は、単なる創作活動だけに留まらず、文芸運動組織である自由実践文人協議会にも積極的に参加してその意志を表した。
1988年に発表した小説｢世の中へ｣は、自分の成長過程を扱った自伝的な小説だと言える。

## 主な作品
詩
- 1982年、『지울 수 없는 노래』(消せない唄) [2]
- 1983年、『황색 예수전』(黄色イエス伝)
- 1984年、『사랑 노래』(愛の唄)
- 1995年、『겨울 소나무』(冬の松ノ木)
- 2000年、『해가 뜨다』(日が昇る)
- 2007年、『드러남과 드러냄』(現れることと現すこと)
- 2008年、『거룩한 줄넘기』(尊き縄跳び)

小説
- 1988年、『세상 속으로』(世の中へ)